# Auriculariopsis
Auriculariopsis är ett släkte av svampar. Auriculariopsis ingår i familjen oxtungsvampar, ordningen Agaricales, klassen Agaricomycetes, divisionen basidiesvampar och riket svampar.
|                 | Schizophyllum                                |
|                 |                                              |
| Auriculariopsis | \| \| Auriculariopsis albomellea \| \| \| \| |
|                 | \| \| Auriculariopsis albomellea \| \| \| \| |
|                 | Auriculariopsis albomellea                   |
|                 |                                              |

|  | Auriculariopsis albomellea |
|  |                            |